# René Boudard
 (septembre 2009).
Si vous disposez d'ouvrages ou d'articles de référence ou si vous connaissez des sites web de qualité traitant du thème abordé ici, merci de compléter l'article en donnant les références utiles à sa vérifiabilité et en les liant à la section « Notes et références ».
Pour les articles homonymes, voir Boudard.
René Boudard est un historien français né le 18 février 1909 à La Saunière (Creuse) et mort le 10 novembre 2004 à La Châtre.

## Biographie
Licencié d'histoire, agrégé d'italien, il a enseigné la langue et la littérature italienne à l'Université de Clermont-Ferrand d'abord (1956) puis à Caen (1958), à la tête de l'Institut d'Études Italiennes jusqu'en 1974.
Historien, spécialiste de l'Histoire napoléonienne, il a participé sous la direction de Jean Tulard à la rédaction du Dictionnaire Napoléon (1988). Il a aussi beaucoup écrit sur l'histoire de la Creuse et de Bourganeuf en particulier (Bourganeuf au fil des âges, 1981). Il est décédé à La Châtre (Indre) le 10 novembre 2004.

## Ouvrages

### Concernant la Creuse
Dans les Mémoires de la société des sciences naturelles et archéologiques de la Creuse :
- « La fête de la Fédération à Bourganeuf (1790) », MSSNAC, t. 28 (1941), p. 186-189.
- « La pension de Notre-Dame du Puy à Bourganeuf », MSSNAC, t. 28 (1942), p. XXXI-XXXII.
- « L'Assemblée provinciale du Limousin de 1787 et ses délégués marchois », MSSNAC, t. 28 (1943), p. 555-557.
- « Abbaye du Palais (Inventaire de 1790) », MSSNAC, t. 29 (1945), p. XIX-XXI.*
- « Sur l'hôpital de Bourganeuf au XVIIIe siècle », MSSNAC, t. 29 (1946), p. XXXVI-XXXVIII.*
- « Afferme du moulin de Bostmoreau (le 22 avril 1783) », MSSNAC, t. 29 (1946), p. XXXIX-XL.
- « La proclamation de la IIe République dans le département de la Creuse », MSSNAC, t. 30 (1948), p. 277-295.
- « Échos de la question romaine en Creuse en 1860 », MSSNAC, t. 30 (1948), p. 296-307.
- « Notes sur l'instruction primaire dans la Creuse pendant la Révolution », MSSNAC, t. 30 (1949), p. 442-449.
- « Un collège creusois sous le Premier Empire : l'école secondaire d'Evaux », MSSNAC, t. 30 (1949), p. 450-456.
- « Tentative de pénétration de la Religion Réformée en Creuse sous le Second Empire », MSSNAC, t. 30 (1949), p. 457-464.
- « Un apôtre du socialisme en Creuse. Pierre Leroux à Boussac (1844 à 1850) », MSSNAC, t. 31 (1950-1951), p. 74-81.
- « Monseigneur Affre a-t-il été tué par un émigrant creusois ? », MSSNAC, t. 31 (1950-1951), p. 82-90.
- « Échos de la première Restauration et des Cent Jours en Creuse », MSSNAC, t. 31 (1952), p. 245-257.
- « Les séjours de Martin Nadaud en Creuse entre 1860 et 1870 », MSSNAC, t. 31 (1952), p. 258-264.
- « La répression policière en Creuse au lendemain du Coup d'État de 1851 », MSSNAC, t. 31 (1953), p. 429-435.
- « La célébration de la Fête de l'Empereur sous le Second Empire », MSSNAC, t. 31 (1953), p. 436-448.
- « L'opinion marchoise lors de la proclamation du Second Empire », MSSNAC, t. 32 (1954), p. 119-130.
- « Le collège de Guéret dans la première moitié du XIXe siècle », MSSNAC, t. 32 (1954), p. 131-136.
- « Aspects de Bourganeuf en 1753 », MSSNAC, t. 32 (1955), p. 210-214.
- « La Marche vue par les voyageurs des XVIIe et XVIIIe siècles », MSSNAC, t. 32 (1955), p. 215-223.
- « Les vicissitudes du collège de Felletin entre 1789 et 1792 », MSSNAC, t. 32 (1955), p. 224-230.
- « Jugement d'un sous-préfet d'Aubusson sur l'état d'esprit de ses administrés en 1860 », MSSNAC, t. 32 (1955), p. 231-237.
- « Stylet-sonde de Nélaton ayant servi pour Garibaldi », MSSNAC, t. 32 (1955), p. 238-239.
- « Un prieuré cistercien en Haute-Marche sous le Second Empire : Le monastère de Mérignat près Bourganeuf », MSSNAC, t. 32 (1956), p. 458-461.
- « Martin Nadaud, préfet de la Creuse », MSSNAC, t. 32 (1956), p. 462-466.
- « Un suspect à Bourganeuf pendant la Terreur, le procureur Navières », MSSNAC, t. 32 (1956), p. 467-472.
- « Sur l'itinéraire de Zizim : de Saint-Antonin en Dauphiné à Bourganeuf », MSSNAC, t. 32 (1956), p. 473-476.
- « La foire-exposition de Guéret de 1862 », MSSNAC, t. 32 (1956), p. 477-483.
- « Le château d'Orgniat près Chénérailles », MSSNAC, t. 32 (1956), p. 591-593.
- « Testament de M. Sapin », MSSNAC, t. 33 (1957), p. 88-93.
- « Tableau de la vie guérétoise sous le Premier Empire et la Restauration », MSSNAC, t. 33 (1957), p. 94-99.
- « Un ancien curé de Bourganeuf, le conventionnel Marc-Antoine Huguet », MSSNAC, t. 33 (1957), p. 100-108.
- « Un " tumulte " à Bourganeuf sous le règne de Louis-Philippe », MSSNAC, t. 33 (1957), p. 109-112.
- « Les séjours de madame de Girardin à Bourganeuf (1837-1849) », MSSNAC, t. 33 (1957), p. 113-119.
- « Un poète marchois du grand siècle : François Tristan L'Hermite, seigneur de Soliers », MSSNAC, t. 33 (1957), p. 120-127.
- « Saint-Dizier-Leyrenne », MSSNAC, t. 33 (1957), p. 195-196.
- « L'histoire singulière et merveilleuse du siège de Montaigut-le-Blanc », MSSNAC, t. 33 (1958), p. 287-292.
- « Écoles primaires et collèges secondaires creusois sous le règne de Louis XVIII », MSSNAC, t. 33 (1958), p. 292-298.
- « La révolution de 1830 et ses répercussions en Creuse », MSSNAC, t. 33 (1958), p. 298-309.
- « L'enseignement primaire clandestin dans le département de la Creuse entre 1830 et 1880 », MSSNAC, t. 33 (1959), p. 525-535.
- « Magistrats et tribunaux creusois d'autrefois », MSSNAC, t. 33 (1959), p. 536-539.
- « Retour à Philippe Quinault », MSSNAC, t. 33 (1959), p. 539-549.
- « La fondation de la commanderie Saint-Jean de Bourganeuf, chef-lieu du Grand Prieuré d'Auvergne », MSSNAC, t. 34 (1960), p. 25-38.
- « La fabrication du salpêtre à Bourganeuf au cours de la période révolutionnaire (1793-1794) », MSSNAC, t. 34 (1960), p. 38-40.
- « Un vétéran des guerres de la Révolution et de l'Empire : le Guérétois Dumarest », MSSNAC, t. 34 (1961), p. 212-216.
- « La compagnie de Jésus et son établissement à Guéret aux XVIIe et XVIIIe siècles », MSSNAC, t. 35 (1963), p. 59-65.
- « Histoire de la commanderie de Saint-Jean de Bourganeuf, chef-lieu du Grand Prieuré d'Auvergne (suite) », MSSNAC, t. 35 (1964), p. 297-310.
- « Un prêtre réfractaire à Bourganeuf en 1793. Léonard Marien de Hautefaye (1740-1794) », MSSNAC, t. 41 (1981), p. 95-101.
- « Témoignages de la vie urbaine à Bourganeuf d'après les ordonnances de police du XVIIIe et règlements municipaux de 1864 », MSSNAC, t. 41 (1982), p. 316-330.

### Autres
- Gênes et la France dans la 2e moitié du XVIIIe s. (1748-1797), Paris-La Haye, Mouton, 1962, 540 p.